# Paulo Sérgio (ur. 1964)
Paulo Sérgio Belotti (ur. 2 lutego 1964 w Campinas) – piłkarz brazylijski występujący podczas kariery na pozycji pomocnika.

## Kariera klubowa
Karierę piłkarską Paulo Sérgio zaczął w klubie Guarani FC w 1983. W lidze brazylijskiej zadebiutował 20 marca 1983 w wygranym 3-1 meczu z Comercialem Campo Grande. W 1985 występował w Paysandu SC. Z Paysandu zdobył mistrzostwo Pará – Campeonato Paraense w 1985.
W 1986 był zawodnikiem innego klubu z Belém - Tuna Luso. W Tuna Luso 10 września 1986 w wygranym 2-1 meczu z Piauí Teresina wystąpił po raz ostatni w lidze. Ogółem w latach 1983–1986 w lidze brazylijskiej Paulo Sérgio rozegrał 25 spotkań.

## Kariera reprezentacyjna
Paulo Sérgio występował w olimpijskiej reprezentacji Brazylii. W 1983 uczestniczył w Igrzyskach Panamerykańskich, na których Brazylia zdobyła brązowy medal. Na turnieju w Caracas wystąpił w meczu z Meksykiem.